# Податок на бороду

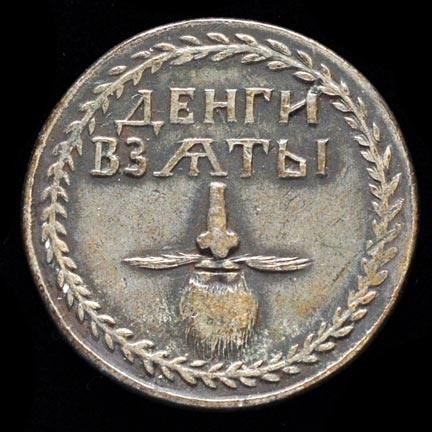
Російський жетон на бороду 1705 року, що його видавали особі, яка сплатила введений Петром І податок на бороду.

Податок на бороду — податок, яким у різних країнах обкладали людей з бородою.

## Англія
Англійський король Генріх VIII, який сам мав бороду, 1535 року ввів податок на бороди. Податок не мав сталого розміру й варіював залежно від становища власника в суспільстві. Його донька Єлизавета I теж упроваджувала такий податок: він стосувався кожної бороди, яку не голили більш як два тижні, проте сплачували його вкрай погано. Документація з податку на бороду Тюдорів відсутня, і в Національному архіві немає записів про введення такого податку.

## Росія

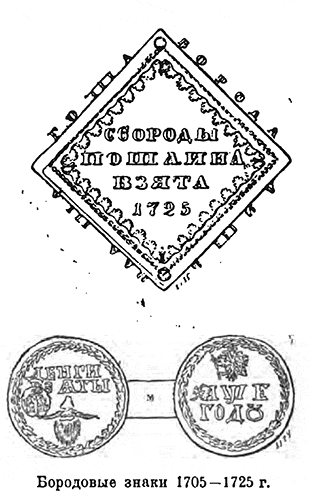
Жетони на бороду (вгорі жетон 1725 року, внизу — 1705)

У 1698 році російський імператор Петро I увів податок на бороду, аби реформувати суспільство на кшталт країн Західної Європи. Щоб змусити чоловіків голити бороди, цар уповноважив поліцію примусово й публічно голити тих, хто відмовлявся сплачувати податок. Голінню борід чинили шалений опір, оскільки в суспільстві була широко розповсюджена думка, ніби носити бороду вимагає релігія. Розмір податку залежав від статусу людини: придворні, військові, урядовці, а також купці середньої руки й міщани мали сплачувати 60 рублів щорічно, тоді як заможні купці — 100 рублів; мешканці Москви мали платити 30 рублів на рік, селяни ж мали платити дві деньги щоразу, як заходили в місто й виходили з нього.

### Жетон на бороду
Той, хто сплатив податок, мав носити спеціальний жетон («бородовой знак»). Це був мідний або срібний жетон, де двоголовий орел був на реверсі, а нижня частина обличчя, ніс, рот, вуса й борода — на аверсі. До скасування податку в Російській імперії 1772 року було кілька версій жетона. Звичайний круглий варіант мав напис «Гроші взяті» (ДЕНГИ ВЗѦТЫ) на аверсі й дату кириличними цифрами (҂АѰЕ ГОДѸ, «1705 року») на реверсі. Ромбоподібна версія з'явилася 1725 року й була гладенькою з одного боку, з іншого на ній було надруковано «З бороди мито взяте» (СБОРОДЫ ПОШЛИНА ВЗЯТА) і «Борода — зайвий тягар» (БОРОДА ЛИШЬНАѦ ТѦГОТА) на гурті жетона.
У 1845 році Волтер Гокінс опублікував опис жетона з його ілюстрацією, а також розповів про історію цього російського податку.